# Kobylnica-Kolonia
Kobylnica-Kolonia – kolonia w Polsce położona w województwie mazowieckim, w powiecie garwolińskim, w gminie Maciejowice.
W latach 1975–1998 miejscowość administracyjnie należała do województwa siedleckiego.